# فلافيان القسطنطيني
فلافيان ((باللاتينية: Flavianus)‏ ؛ باليونانية، فلابيانوس d. 11 أغسطس 449)، وأحيانًا فلافيان الأول ، كان رئيس أساقفة القسطنطينية من 446 إلى 449. تم تبجيله كقديس من قبل الكنيسة الأرثوذكسية الشرقية والكنيسة الكاثوليكية.

## تكريسه كرئيس الأساقفة والنزاع الإمبراطوري
كان فلافيان قسيسًا ووصيًا على الأواني المقدسة لكنيسة القسطنطينية العظيمة، ووفقًا لنيكيفوروس كاليستوس زانثوبولوس، اشتهر بأنه يعيش حياة قديسة، عندما تم اختياره ليخلف بروكلس كرئيس أساقفة القسطنطينية.
أثناء تعيينه، كان الإمبراطور الروماني ثيودوسيوس الثاني يقيم في خلقيدونية. حاول مستشاره المخصي كريسافيوس الحصول على هدية من الذهب للإمبراطور، لكنه لم ينجح، لذا بدأ في التآمر ضد رئيس الأساقفة الجديد من خلال دعم الأرشمندريت أوطيخس في نزاعه مع فلافيان.

## مجلس أفيسوس الأول
ترأس فلافيان مجلسًا مؤلفًا من أربعين أسقفًا في القسطنطينية في 8 نوفمبر 448، لحل نزاع بين أسقف متروبوليت ساردس واثنين من أساقفة مقاطعته. قدم يوسابيوس، أسقف دورلايوم، لائحة اتهام ضد أوطاخي. يبقى خطاب فلافيان، الذي اختتم بهذا النداء إلى أسقف دورلايوم: «دع أسقفكم يتنازل لزيارته وتجادله حول الإيمان الحقيقي، وإذا وجد في الحقيقة مخطئًا، فسيتم استدعاؤه لجماعتنا المقدسة، ليدافع عن نفسه». في النهاية عزل المجمع أوطيخا.

## مجلس أفيسوس الثاني
عندما احتج أوطاخي على هذا الحكم وحصل على دعم البابا ديوسقوروس الأول من الإسكندرية، دعا الإمبراطور مجلسًا آخر لأفسس. في هذا المجلس، الذي اجتمع في 8 أغسطس، 449، تعرض فلافيان للضرب خلال جلسات هذا المجلس من قبل الرهبان الوقحين بقيادة بارسوما. ثم تم عزل فلافيان، ونفي،  وأعاد المجلس أوطيخا.

## وفاته
توفي فلافيان في 11 أغسطس، 449، في هيبايبا في ليديا، آسيا الصغرى ودفن بسرية.

## الأحداث التالية
احتج البابا ليو الأول، الذي تم تجاهل مبعوثيه في المجلس، ووصف المجلس أولاً بأنه «مجمع لصوص»، وأعلن أن قراراته باطلة.
بعد وفاة ثيودوسيوس الثاني عام 450، عادت شقيقته بولشيريا إلى السلطة، وتزوجت من الضابط مارقيان، الذي أصبح إمبراطورًا. جلب الزوجان الإمبراطوريان الجديدان رفات فلافيان إلى القسطنطينية  بطريقة تشبه، على حد تعبير المؤرخ، «انتصارًا.. من موكب جنازة». مجلس خلقيدونية، الذي تم استدعاؤه عام 451، أدان أوطيخا، وأكد تومي البابا ليو (الرسالة 28)  ودفن فلافيان كشهيد.
في الكنيسة الرومانية الكاثوليكية، يتم إحياء ذكرى القديس فلافيان في 18 فبراير، وهو التاريخ المحدد له في الاستشهاد الروماني. في بعض الأحيان يتم ذكر على فلافيان من ريشينا معه. 